# استیو مکی
استفن پاتریک مکی (زاده ۱۰ نوامبر ۱۹۶۶) یک موسیقی‌دان و تهیه‌کننده موسیقی انگلیسی است که بیشتر به عنوان نوازنده گیتار باس برای گروه آلترناتیو راک پالپ شناخته می‌شود که او در سال ۱۹۸۹ به آن پیوست. همچنین او به عنوان تهیه‌کننده موسیقی، آهنگ‌ها و آلبوم‌هایی را با ام.آی.ای.، فلورنس اند د مشین، بلوندهای دراز و آرکید فایر تولید کرده است.

## ابتدای زندگی
مکی در شفیلد، یورکشایر جنوبی به دنیا آمد. در سال‌های اولیه‌اش به همراه دوستش ریچارد هاولی در مدارس اول و راهنمایی هاکلو تحصیل کرد. آنها بعداً به عنوان اعضای پالپ با هم کار کردند. او قبل از ادامه تحصیل در کالج تحصیلات تکمیلی ریچموند، در «خانه جمع هایند» در شفیلد تحصیل کرد. قبل از پیوستن به پالپ او برای گروه دیگری از شفیلد به نام ترولی داگ شگ باس نواخت، که در سال ۱۹۸۷ در کنار پالپ در آلبوم تلفیقی دولباسترس حضور داشتند. او در سال ۱۹۸۷ به لندن نقل مکان کرد تا به فیلمسازی علاقه‌مند شود و در سال ۱۹۹۲ از کالج سلطنتی هنر فارغ التحصیل شد.